# Мазарис
Ма̀зарис (на средногръцки: Μάζαρις) е късновизантийски гръцки писател от XV век.

## Биография
Мазарис е известен само с това, че е автор на сатиричен текст, озаглавен „Пътуването на Мазарис до Ада“. Въпреки че самоличността и първото му име са неизвестни, Мазарис е условно идентифициран с поне две известни исторически личности със същото име – Мануил Мазарис, който е химнограф и е служил като протонотарий на Солун, и Максим Мазарис, който е монах и автор на текст за граматическите правила. Според трета хипотеза тези двамата всъщност са едно и също лице. Поради тази несигурност авторът на „Пътуването“ се споменава най-често просто с фамилното му име.
Смята се, че „Пътуването до Хадес“ е написано между януари 1414 година и октомври 1415 година. То съдържа елементи на социална сатира, насочени към византийския управляващ елит, но също така и известна информация за по-ниските класи в Пелопонес, включително някои забележки за различните етнически групи, които съставляват населението му.